# Śniadowo (województwo warmińsko-mazurskie)
Śniadowo (dawniej Śniodowo, niem. Schniodowen) – wieś w Polsce położona w województwie warmińsko-mazurskim, w powiecie mrągowskim, w gminie Mrągowo. W latach 1975–1998 miejscowość administracyjnie należała do województwa olsztyńskiego. 
W zapisach można spotkać się z takimi nazwami tej wsi: Śmiodowo, Schmlodowen, Schniodowen, Schniedau, Żniadowo, Śniodowo. Osada leży nad jeziorem Juksty (jezioro objęte strefą ciszy).

## Historia
Wieś szlachecka założona na 10 włókach na prawie lennym (co wskazuje, że mieszkańcami byli Prusowie), przez starostę Szestna Wolfa von Hennicke, na wschodnim brzegu jeziora Juksty. We wsi było 8 gospodarstw chłopskich. W 1559r. Hiczko (Hitzschen) ze Śniadowa był zasadźcą wsi Czerwonki. W 1625 r. dżuma wyludniła wieś i 6 włók pustych nabył za 600 grzywien sekretarz starostwa w Szestnie Cyprian Willamovius (Cyprian Wilamowski). W 1693 r. wszyscy chłopi byli Polakami. W 1785 r. była to już wieś czynszowa (należąca do domeny królewskiej) z pięcioma domami. Dzieci uczęszczały stąd do szkoły w Kosewie, gdzie uczył je Michał Zalewski. W 1818 r. dzieci ze Śniodowa uczęszczały do szkoły w Muntowie, gdzie po polsku nauczał Fryderyk Śniarewski. W 1815 r. we wsi było 6 domów i 38 mieszkańców. W latach 1815 i 1823 wieś wymieniana była w dokumentach pod dwoma nazwami: Smiodowen i Sniodowen, liczyła 6 chałup i 38 mieszkańców. W 1838 r. były tam cztery domy z 34 mieszkańcami. W 1849 r. wieś nazywano Smiodowen albo Sniodowen, liczyła 5 chałup i 40 mieszkańców. W 1928 r. było tu 79 mieszkańców. W 1938 r. ówczesne władze niemieckie, w ramach akcji germanizacyjnej, zmieniły urzędowa nazwę wsi na Schniedau. W 1939 r. we wsi było 80 mieszkańców i 19 gospodarstw domowych, w tym 15 gospodarstw rolniczych, z których 6 miało wielkość w granicach 10-20 ha i jedno w granicach 20-100 ha. W 1945 r. mieszkańcy nie opuścili swej wsi.
W 1973 r. do sołectwa Śniodowo (Śniadowo) należała także miejscowość Zawada.